# Emilio Archila
Emilio José Archila Peñalosa (Bogotá, 1964) es un abogado y político colombiano. Fue Alto consejero presidencial para la Estabilización y la Consolidación.

## Biografía
Nacido en Bogotá en 1964, es abogado de la Universidad Externado de Colombia, especialista en Legislación Financiera de la Universidad de los Andes, especialista en Derecho para el Desarrollo (D.L.C.), del International Development Law Institute (Roma) y magíster en Jurisprudencia Comparada (M.C.L.) de la New York University.
Ha sido director de la Oficina Jurídica del Ministerio de Desarrollo Económico, delegado para Seguros de la Superintendencia Bancaria de Colombia, la Promoción de la Competencia de la Superintendencia de Industria y Comercio, Superintendente de Industria y Comercio entre 1998 y 2001, Presidente de la Asociación de comisionistas de bolsa de Colombia (Asobolsa).
Fue consejero presidencial para la estabilización y consolidación, nombrado en 2018 por Iván Duque y actualmente es profesor de la Universidad Externado de Colombia.
Durante las Protestas en Colombia de 2021, Archila fue nombrado como líder del equipo negociador del gobierno con el Comité nacional de paro.
En el año 2021 trasladó ante autoridades como la Fiscalía y Procuraduría, denuncias que llegaron a su correo electrónico acerca de la posible existencia de peajes en donde se exigía dinero a cambio de que proyectos obtuvieran los vistos buenos que se exigen para llegar al Ocad-Paz. Lo anterior se convirtió en escándalo tras la publicación de la investigación «El saqueó a La Paz» en Blu Radio por parte de los periodistas Valeria Santos y Sebastián Nohra los cuales, posteriormente, en artículos para la revista Cambio titulados «Los tres mosqueteros» por Sebastián Nohra, el periodista afirmara que «Le están ofreciendo a periodistas "basura" contra Archila para desviar a la opinión» así como en el artículo para la misma revista titulado «El saqueó a La Paz» por Valeria Santos en donde la periodista estableció que «Aunque no hay ninguna prueba en contra del exconsejero Archila, y las fuentes coincidan en que no tuvo nada que ver, no deja de ser muy desafortunado que todo esto haya ocurrido bajo sus narices». Dicho escándalo presuntamente consistió en que, funcionarios de entidades gubernamentales como el DNP y de entes de control, así como congresistas, mandatarios locales y contratistas, habrían creado un entramado para quedarse con algunos de los recursos que aprobaba el Ocad-Paz.